# Еритрейська кухня

Прапор Еритреї

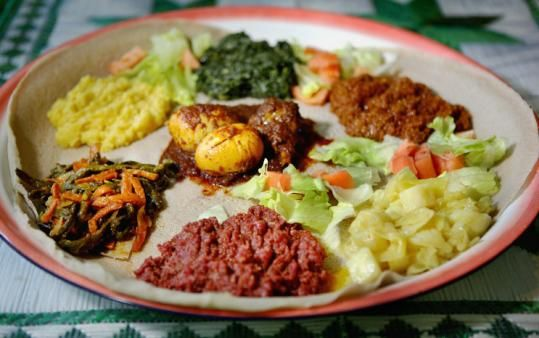
Таріль з инджерою

Еритрейська кухня заснована на місцевих кулінарних традиціях Еритреї, але також є результатом соціальних взаємодій з іншими регіонами. Місцева кухня має схожість з кухнею сусідньої Ефіопії та інших держав та залежних територій Африки регіону.
Еритрейська кухня має схожість із кухнями сусідніх країн. Однак кухня має унікальні особливості.
Основна традиційна страва еритрейської кухні — цебхі (стью), яка подається з инджерою (коржики з тефу, пшениці або сорго і хільбет — паста з бобових, в основному сочевиці та квасолі). Типова традиційна еритрейська страва складається з «инджери» з гострим рагу, яке часто включає яловичину, козлятина, баранину або рибу.
В цілому, еритрейська кухня сильно нагадує кухню сусідньої Ефіопії, хоча еритрейська кухня, як правило, включає більше морепродуктів.
Крім того, завдяки своїй колоніальній історії, в кухні Еритреї більше італійських впливів, ніж в ефіопській кулінарії, в тому числі більше фірмових макаронних виробів та ширше використання порошку карі та кмину. Люди в Еритреї також схильні пити каву. Християнські еритрейці також п'ють сова (гіркий ферментований ячмінь) і мієс (ферментований медовий напій) у той час як мусульмани Еритреї утримуються від вживання алкоголю.

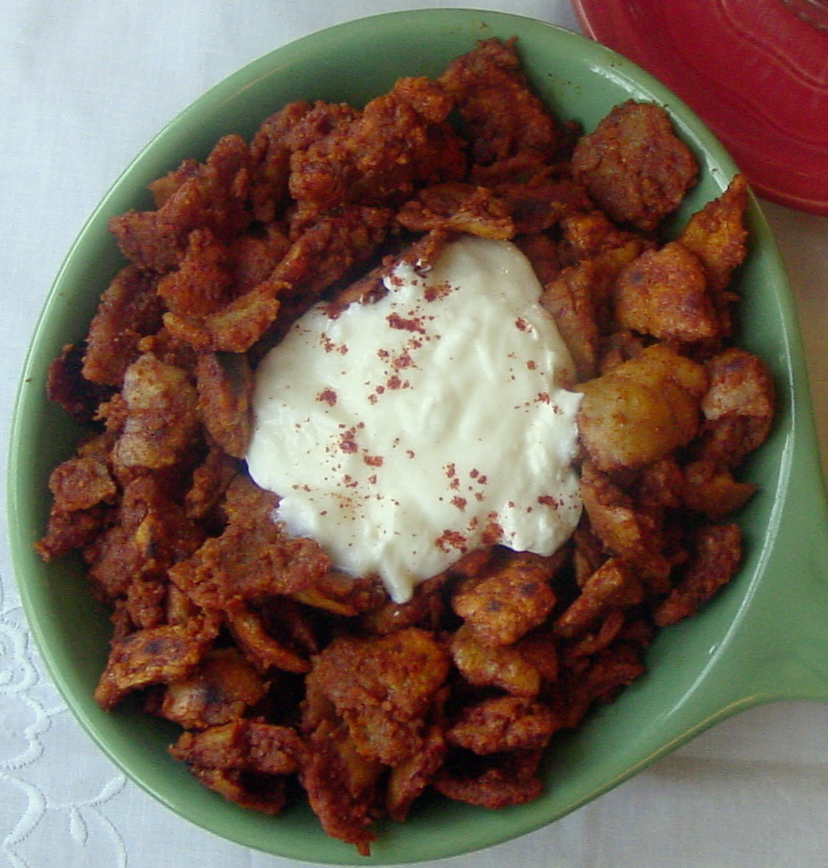
Кітча фіт-фіт — один з основних продуктів еритрейської кухні. Він складається з подрібненого, змащеного маслом і приправленого прянощами хліба, часто подається з ложкою свіжого йогурту та приправлений бербером(спеціями).

Під час їжі инджери обідаючі зазвичай роділяють їжу з великого підносу, розміщеного в центрі низького обіднього столу. На цьому підносі нашаровані численні шматочки инжери і покриті різними пряними тушкованими стравами. Обідаючі беруть инджеру перед собою, відриваючи шматки і мокають їх у тушковане м'ясо.
Тушковані страви, які супроводжують инджеру, зазвичай готують із яловичини, курки, баранини, кози, баранини чи овочів. Більшість еритрейців, за винятком Сахо, люблять гостру їжу. Суміш Бербере, що складається з безлічі звичайних і незвичайних трав та спецій, супроводжує практично всі страви. Тушковані страви включають «зігні», приготовані з яловичини; дорхо цебхі, виготовлені з курки; аліча, овочева страва без бербери; і сіро, пюре з різних бобових.
При приготуванні гаата в тісті робиться поглиблення за допомогою ковша, яке потім заповнюється сумішшю бербери і топленого масла і оточується молоком або йогуртом. Під час вечері невеликий шматочок гаату опускають у бербер і масляний соус, а потім у молоко чи йогурт.
Ерітрейська кухня, що знаходиться під впливом Італійської Еритреї, відрізняється унікальними інтерпретаціями класичних італійських страв Серед цих фірмових страв — соуси для пасти, приправлені бербером.

## Сніданок
- Кича фирфир — страва, приготована зі шматочків ситного млинця, змішаних з топленим маслом та спеціями. Млинець зазвичай готують із різних видів борошна або сухої каші, змішаної з водою та іншими приправами. Зазвичай подається на сніданок з йогуртом або кислим молоком.
- Фирфир, приготований з розірваних шматочків инжери і, як правило, залишків тушкованого м'яса. Його також можна приготувати з цибулі, «бербери», помідорів, перцю халапеньйо та олії замість залишків тушкованого м'яса.

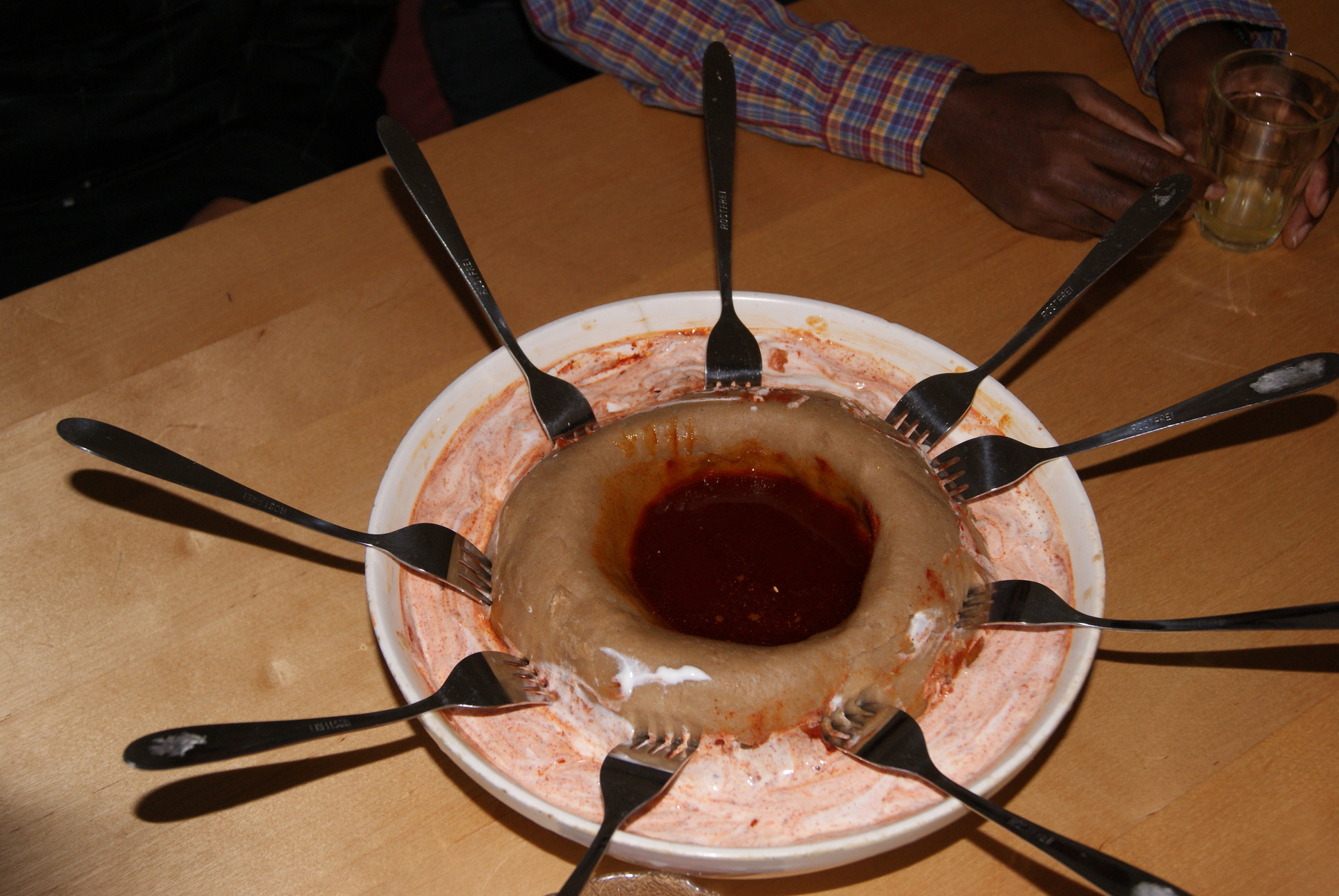
Гаат або акелет — еритрейська каша.

- Гаат або акелет, каша з борошна та води, подається в мисці з поглибленням у центрі, де змішуються топлене масло та бербер; Йогурт зазвичай кладуть по краях. нагадує такі африканські страви, як угалі, пап і фуфу.[6]
- Шахан фул, обсмажені і протерті боби фава, подаються з цибулею, помідорами, перцем халапеньйо, кмином, йогуртом та оливковою олією. Зазвичай його їдять зі шматочками хліба, вмоченими у страву, щоб вичерпати суміш із бобів.
- Панеттоне', через італійський вплив на Еритрею, цей хліб зазвичай подають до чаю або під час Кавової церемонії].

## Обід

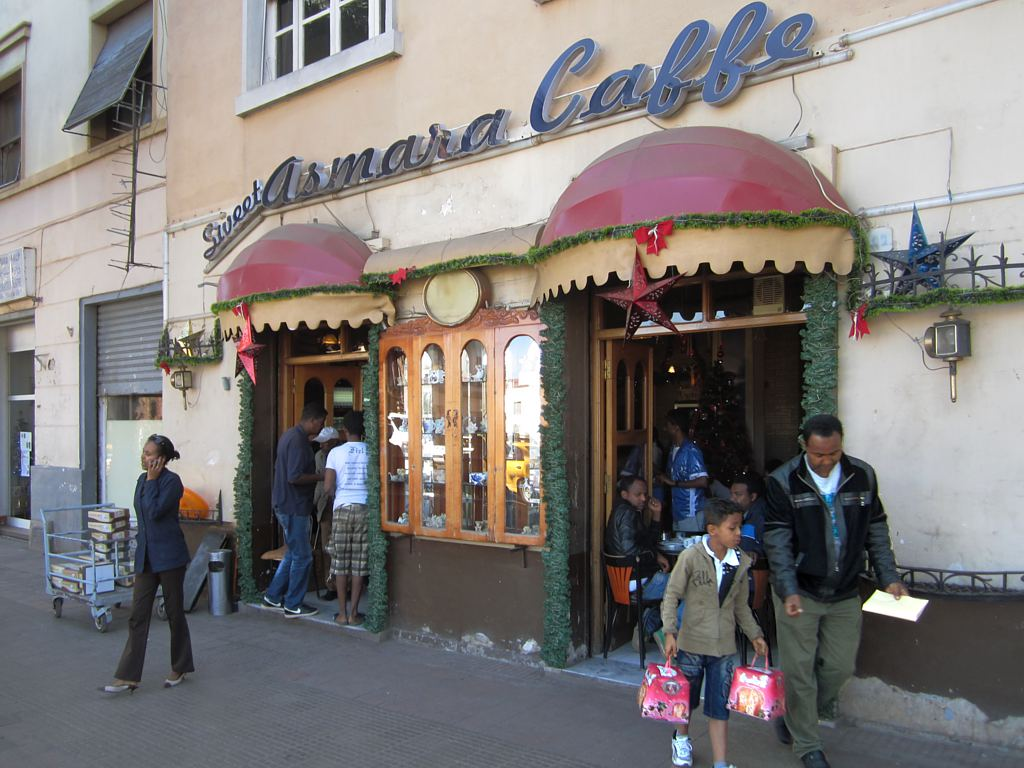
Типове кафе в Асмері, де продають панеттоні на Різдво.

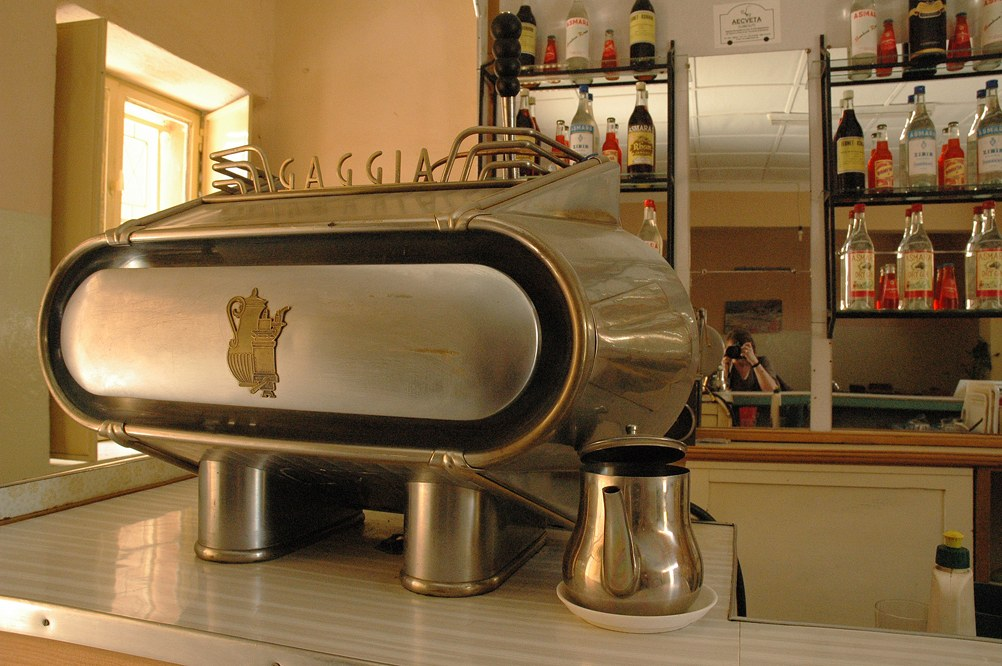
Вінтажна еспресо-машина Gaggia в барі в Еритреї

Більшість страв, поширених в Еритреї, є рагу на основі м'яса або овочів, які подаються на губчастою ферментованою хлібною инджерою.
- Цебхі / Зігні — гостре рагу з баранини, кубиків яловичини або яловичого фаршу і берберу[7]
- Дорхо — гостре рагу з бербери та цілої курки.
- Кулва / Тібсі — тушковане м'ясо, цибуля та бербера, що подаються із соусом.
- Аліча — неберберна страва, приготовлена з картоплі, стручкової квасолі, моркви, зеленого перцю та куркуми.
- Сіро — рагу з меленого нуту, цибулі та помідорів[8]
- Бірсен — сочевиця, що часто готується з цибулею, спеціями та помідорами.
- Хамлі — обсмажений шпинат, часник та цибуля[9]

## Напої
Сува — назва домашнього пива, поширеного в Еритреї. Він зроблений із смаженої кукурудзи, ячменю та інших зерен і приправлений гешо, одним із видів листя крушини. Напій часто готують на урочистостях; Також зазвичай подають солодке медове вино (назване Теж. Кавова церемонія — одна з найважливіших і найвідоміших частин еритрейської культури. Кава пропонується в гостях у друзів, під час свят або як повсякденний продукт.
Еритрея має багатовікові традиції вживання кави, кави в італійському стилі, (як еспресо та капучино), надзвичайно поширене в Еритреї, її подають практично в кожному барі та кав'ярні столиці Асмери.
Найбільша пивоварня в країні — Asmara Brewery, побудована в 1939 році під назвою Melotti. Сьогодні пивоварня виготовляє широкий асортимент напоїв. Популярним напоєм, поширеним під час свят, є самбука в еритрейському стилі.